# 페터 뢰젤

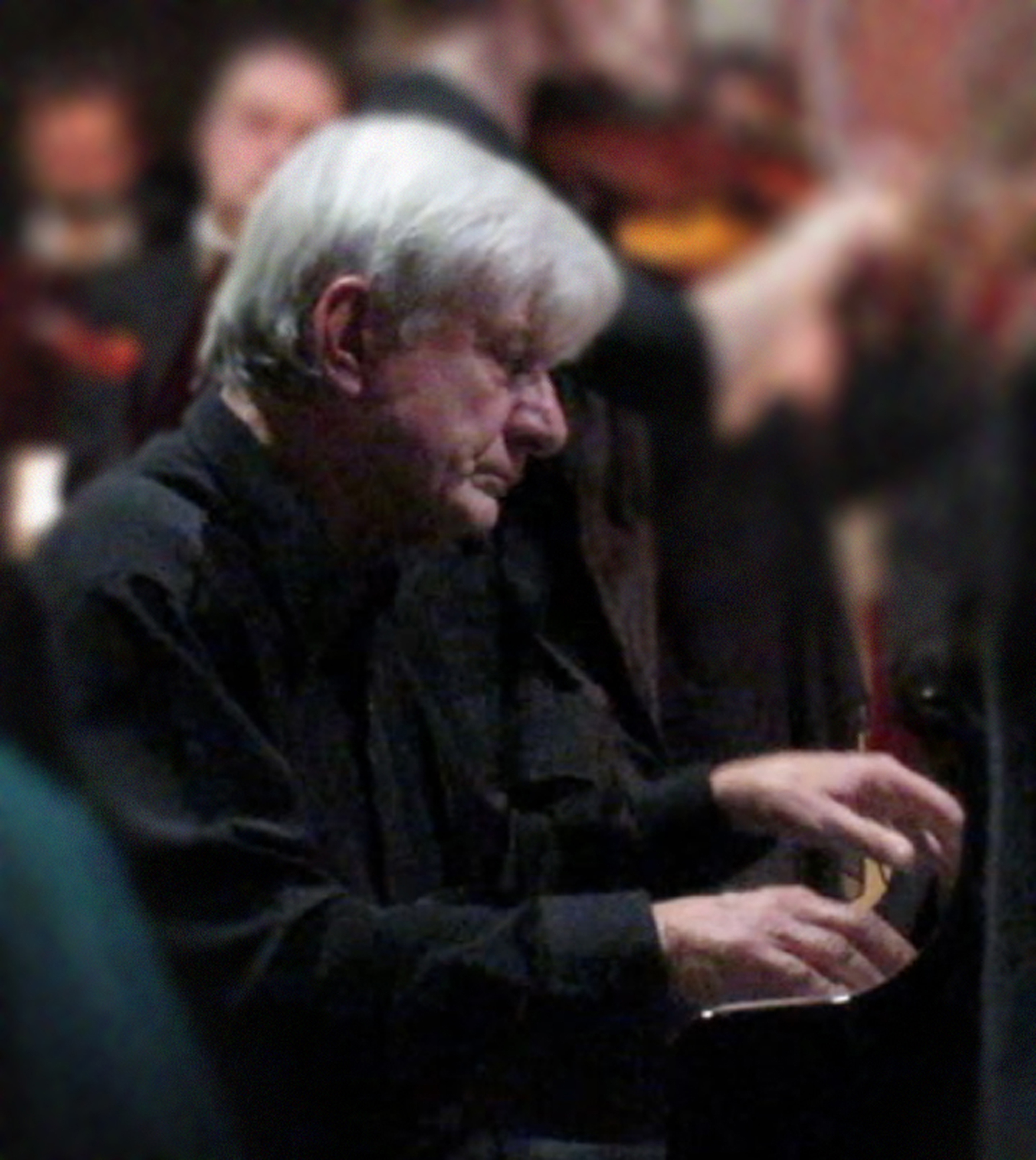

페터 뢰젤(Peter Rösel, 1945년 2월 2일, 드레스덴)은 독일의 피아노 연주자이다.
모스크바의 차이콥스키 콘서바토리움에서 5년 동안 드미트리 바슈키로프와 레프 오보린에게서 배웠다. 모스크바 차이콥스키 콩쿨에서 독일인 최초로 수상하였고, 몽레알 피아노 콩쿨에서 우승하였다. 슈만 국제피아노콩쿠르에서는 2위에 입상하는 영광을 안았다. 40개국에서 협연을 했으며, 한국의 KBS 교향악단과도 협연한 바 있다.